# Les schtroumpfeurs de flûte
Les schtroumpfeurs de flûte is een album buiten de reguliere reeks van De Smurfen. Het album is niet vertaald in het Nederlands.
Dit album verscheen ter ere van de 50ste verjaardag van de Smurfen in 2008. In het voorwoord geeft Thierry Culliford - zoon van de uitvinder van de Smurfen, Peyo - aan dat hij en coscenarist Luc Parthoens met dit verhaal enkele onbeantwoorde vragen uit De fluit met zes smurfen proberen te beantwoorden. In dat album uit de reeks Johan en Pirrewiet van Peyo komen de Smurfen voor het eerst voor, maar er wordt bijvoorbeeld niet verklaard waarom Smurfen toverfluiten maken, waar de koopman uit het verhaal de fluit vandaan heeft en hoe de Smurfen de fluit op het spoor kwamen. Die vragen worden hier 50 jaar na datum wel beantwoord door Peyo's nabestaanden. Ook Johan en Pirrewiet treden in dit verhaal op.
Naast het stripverhaal bevat het album ook nog een stukje over de Smurfentaal. Dit stukje verscheen in 1971 in Spirou en is geschreven door Peyo en Yvan Delporte. Het is een humoristische handleiding om Smurfs te leren praten met o.a. een liedje, voorbeeldbrieven en een kruiswoordraadsel.

## Het verhaal
Een tovenaar bestelt een toverfluit bij de Smurfen om iemand te helpen die bedlegerig is. Door het spelen op de fluit zou die uit de ziekte ontwaken. Als dit effectief gebeurt, wordt de kwakzalver van het dorp, die zich uitgeeft voor dokter, jaloers. Hij probeert de fluit te stelen en wil zich ook ontdoen van de tovenaar. Hij brengt de tovenaar in diskrediet bij de dorpelingen en zij steken het huis van de tovenaar in de fik. De Smurfen weten de kwakzalver nog uit te schakelen, maar de fluit rolt weg tussen de vlammen. Intussen komen ook Johan en Pirrewiet toevallig voorbij. Zij helpen de tovenaar en verjagen de dorpelingen. De tovenaar wordt naar Homnibus gebracht. Grote Smurf maakt zich intussen geen zorgen meer over de fluit, maar die is onbrandbaar en wordt later door de koopman gevonden. Hij ziet er wel graten in en tracht ze te verkopen. Alleen heeft hij er geen idee van dat de Smurfen de fluit vanaf dan achtervolgen.